# Szablon (D)
Szablony (ang. template) są jednym z podejść do programowania uogólnionego. Szablony w D są bardzo podobne do szablonów i przestrzeni nazw w C++. Można im nadawać osobne funkcjonujące niezależnie nazwy przez co zachowują się wtedy jak sparametryzowana przestrzeń nazw.
Szablony w D tworzy się następująco:
```
template
 
Nazwa
(
T
)
 
{

  
//deklaracje funkcji, klas, zmiennych

  
int
 
func
(
T
 
arg
)
 
{

    
return
 
sizeof
(
arg
);

  
}

}

```

Gdzie Nazwa jest szablonową przestrzenią nazw o parametrze T.
Używanie szablonów w programie następuje poprzez poprzedzenie listy parametrów w nawiasach okrągłych wykrzyknikiem.
```
Nazwa
!(
long
).
func
(
10
);

Nazwa
!(
int
[]).
func
(
1
,
2
,
3
,
4
,
5
,
6
,
7
,
8
,
9
,
10
);

```

## Klasy szablonowe i funkcje
Klasy i funkcje szablonowe można tworzyć na 2 sposoby. Długi poprzez umieszczenie klasy/funkcji o nazwie takiej samej jak szablon lub w krótszy sposób poprzez umieszczenie listy parametrów zaraz za deklaracją nazwy klasy/funkcji.
```
class
 
MojaKlasa
(
T
)
 
{

  
// klasa szablonowa z parametrem T

}

int
 
func
(
T
)(
T
 
arg
)
 
{

  
// funkcja szablonowa

}

```

Użycie jest podobne do zwykłych szablonów, ale można pominąć wtedy przestrzeń nazw:
```
MojaKlasa
!(
int
)
 
a
 
=
 
new
 
MojaKlasa
!(
int
);

func
(
52
);

```

## Zmienna liczba parametrów szablonu
W D istnieje możliwość tworzenia szablonów z nieokreśloną liczbą parametrów, co może być w wielu przypadkach bardzo użyteczne.
```
real
 
sum
(
T
...)(
T
 
args
)
 
{

  
real
 
ret
 
=
 
0
;

  
foreach
(
a
;
 
args
)
 
ret
 
+=
 
a
;

  
return
 
ret
;
 
// zwróci sumę wszystkich argumentów jako liczbę rzeczywistą

}

```

Użycie takiej funkcji jest o tyle proste, że nie trzeba wymieniać wszystkich argumentów:
```
sum
(
12
,
34434.42432
,
32453235432
,
21421
,
124
,
2424.2342
,
214124.5
);

```

## Metaprogramowanie z wykorzystaniem szablonów
Metaprogramowanie w D jest znacznie ułatwione dzięki zastosowaniu instrukcji warunkowej kompilacji "static if". Przykładowo szablon liczący silnię z podanej liczby (por. silnia w czasie kompilacji (c++)):
```
template
 
Silnia
(
N
)
 
{

  
static
 
if
(
N
==
0
)
 
// statyczny if

    
enum
 
Silnia
 
=
 
1
;

  
else

    
enum
 
Silnia
 
=
 
Silnia
!(
N
-
1
)*
N
;

}

```

Gdzie N to parametr określający liczbę z jakiej liczymy silnię.
Kompilatory D pozwalają również na wykonywanie funkcji "czystych" (ang. pure) w czasie kompilacji, tak więc powyższy szablon można zastąpić zwykłą funkcją:
```
int
 
silnia
(
int
 
n
)
 
{

  
return
 
(
n
 
==
 
1
)
 
?
 
1
 
:
 
n
 
*
 
silnia
(
n
-
1
);

}

static
 
int
 
x
 
=
 
silnia
(
5
);

```

Wartość zmiennej x będzie obliczona w czasie kompilacji.
Można to sprawdzić, korzystając z możliwości D operowania na ciągach znaków w czasie kompilacji
oraz z instrukcji kompilatora pragma(msg,):
```
template
 
itoa
(
long
 
i
)

{

    
static
 
assert
 
(
i
 
>
 
0
);

    
static
 
if
 
(
i
 
<
 
10
)
 
const
 
char
[]
 
itoa
 
=
 
""
 
~
 
cast
(
char
)(
i
 
+
 
'0'
);

    
else
 
const
 
char
[]
 
itoa
 
=
 
itoa
!(
i
 
/
 
10
)
 
~
 
itoa
!(
i
 
%
 
10
);

}

pragma
(
msg
,
 
itoa
!(
silnia
(
6
));

```

Ponieważ szablon itoa parametryzowany jest wartością typu long, użyta jest instrukcja warunkowej kompilacji static assert, może ona być pominięta, jeśli typ argumentu i zostanie zmieniony na ulong.
Instrukcja ta spowoduje przerwanie kompilacji, jeśli podany argument jest liczbą ujemną.